# Masuna
Masuna (fl. 508-535) ou Massonas (em grego: Μασσωνας) foi um berbere que viveu no que hoje é o oeste da Argélia, que se dizia ter sido cristão, que governou o Reino Mauro-Romano, cuja capital era Altava, e que existiu em torno da área de Tremecém. Foi capaz de manter a independência de seu reino resistindo à ocupação dos vândalos. Aliou-se ao imperador bizantino Justiniano I (r. 527–565) e ajudou-o na guerra contra os vândalos em 533 e também contra outras confederações tribais berberes invasoras. Durante o seu reinado, as tribos da Mauritânia lhe obedeceram.

## Reinado
Masuna é o primeiro governante registrado do Reino Mauro-Romano, um reino berbere que surgiu na antiga província romana da Mauritânia Cesariense após o colapso do Império Romano do Ocidente (395–476). Este reino, ao contrário de muitos outros reinos bárbaros, estendeu-se para além das fronteiras do antigo Império Romano, abrangendo territórios berberes que nunca estiveram sob controlo romano. Masuna é conhecido apenas por uma inscrição numa fortificação em Altava (moderna Ouled Mimoun, na região de Orã), datada de 508, onde se autodenomina reis dos povos mauro e romano (em latim: rex gentium maurorum et romanorum); nela também há menção a construção dum forte por Masgivém em Altava. Sabe-se que possuiu Altava, considerada a capital devido ao seu destaque sob os reis subsequentes, e pelo menos duas outras cidades, Castra Severiana e Safar, conforme se menciona aos funcionários que aí nomeou. Como sede de uma diocese eclesiástica (a diocese de Castra Severiana, um antigo bispado que floresceu durante a Antiguidade Tardia), o controle de Castra Severiana pode ter sido particularmente importante.

### Relação com o Império Bizantino
O historiador bizantino Procópio de Cesareia menciona um rei chamado Massonas, muitas vezes considerado a mesma pessoa que Masuna, como tendo se aliado às forças do Império Bizantino na década de 530 contra o Reino Vândalo na Guerra Vândala. De acordo com o relato, Massonas era filho de Mefânias e cunhado de Jaudas, o rei do Reino de Orés. Presume-se que Masuna esteve entre os governantes berberes que se submeteram voluntariamente ao general Belisário e às forças bizantinas, exigindo em troca os símbolos dos seus cargos: coroa de prata, bastão de prata dourada, túnica e botas douradas.
Depois que os vândalos foram derrotados e o Império Bizantino restaurou o domínio sobre o norte da África, os governadores bizantinos locais começariam a ter problemas com algumas das tribos e reinos berberes locais. A província de Bizacena foi particularmente afetada, vendo repetidas invasões e a destruição da guarnição local e a morte dos seus comandantes. O prefeito pretoriano da África, Salomão, travou diversas guerras contra esses berberes e os derrotou duas vezes. Os soldados sobreviventes recuaram à Numídia, unindo forças com Jaudas, rei de Orés. Masuna e outro rei berbere aliado do Império Bizantino, Órteas (que governava um reino na antiga província da Mauritânia Sitifense), sugeriram que Salomão perseguisse os berberes inimigos na Numídia, o que ele fez. No entanto, Salomão não enfrentou Jaudas, pois desconfiava da lealdade de seus aliados e, em vez disso, construiu uma série de postos fortificados ao longo das estradas que ligavam Bizacena à Numídia. Segundo Procópio, a razão pela qual Masuna/Massonas pretendia um embate dos bizantinos com Jaudas foi que o último teria assassinado seu pai Mefânias.